# نقطة (موسيقى)

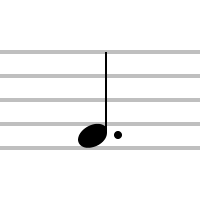

النقطة أو نقطة الإطالة أو نقطة التمديد، هي نقطة توضع على يمين النغمة الموسيقية أو علامة صمت لتمديد القيمة الزمنية لهذه العلامة الموسيقية بمقدار النصف، فنسمي العلامة الموسيقية نغمة منقوطة، أو علامة صمتية منقوطة في حالة الصمت.
.s-S_1